# Бурунди на Летњим олимпијским играма 2024.
Бурунди је учествовао на Летњим олимпијским играма 2024. у Паризу од 26. јула до 11. августа 2024. Ово је осми наступ нације на овим играма од њиховог званичног дебија на Летњим олимпијским играма 1996. године .

## Учесници по спортовима
| Спорт    | Мушкарци | Жене | Укупно |
| -------- | -------- | ---- | ------ |
| Атлетика | 3        | 1    | 4      |
| Пливање  | 1        | 1    | 2      |
| Џудо     | 0        | 1    | 1      |
| 3 спорта | 4        | 3    | 7      |

## Пливање
| Пливач(ица)         | Дисциплина              | Група | Група   | Полуфинале        | Полуфинале        | Финале            | Финале            |
| Пливач(ица)         | Дисциплина              | Време | Пласман | Време             | Пласман           | Време             | Пласман           |
| ------------------- | ----------------------- | ----- | ------- | ----------------- | ----------------- | ----------------- | ----------------- |
| Бели Крезус Ганира  | Мушкарци, 50 м слободно | 23.80 | 46      | Није се пласирао  | Није се пласирао  | Није се пласирао  | Није се пласирао  |
| Луиз Илиора Иришура | Жене, 50 м слободно     | 29.63 | 58      | Није се пласирала | Није се пласирала | Није се пласирала | Није се пласирала |